# Isa Munajev
Isa Munajev (20. květen 1965 – 1. únor 2015 Debalceve, Ukrajina) byl čečenský povstalec a válečník. Zahynul při bojích na východě Ukrajiny, kde bojoval na ukrajinské straně proti místním separatistům.

## Život
Za druhé čečenské války velel na přelomu let 1999 a 2000 obraně Grozného, hlavního města Čečenska, před ruskými jednotkami. Po jeho pádu přešel na guerillový způsob boje. Rusko ohlásilo jeho smrt v říjnu 2000, kdy měl být zabit ruskými vojáky. Za války na východní Ukrajině velel praporu čečenských dobrovolníků, bojujících na ukrajinské straně. Prapor nesl jméno po Džocharu Dudajevovi, prvnímu prezidentovi Republiky čečenské Ičkerie. Zahynul v boji o město Debalceve, kdy měl dle velitele praporu Donbas Semena Semenčenka se svým praporem zabránit obklíčení ukrajinských jednotek ve městě. V čele praporu ho nahradil Adam Osmajev.